# Opat-komendátor

Schéma znaku pro opata-komendátora (nebyl-li biskupem nebo kardinálem)

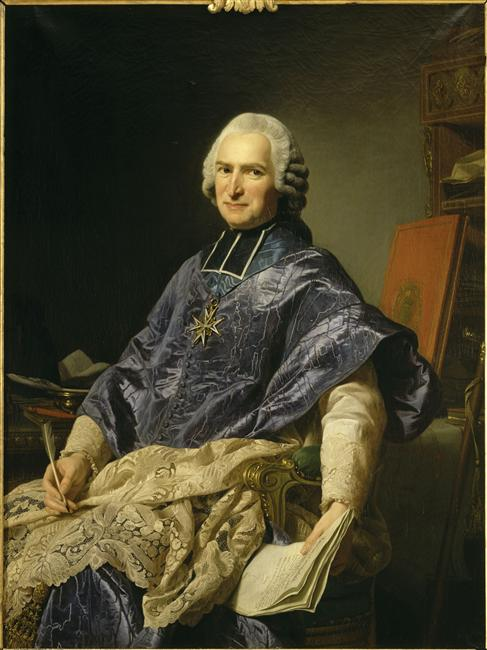
Francouzský ministr financí Joseph Marie Terray, byl zároveň opatem-komendátorem opatství Molesme v letech 1764-1779 (portrét od A. Roslina, 1774)

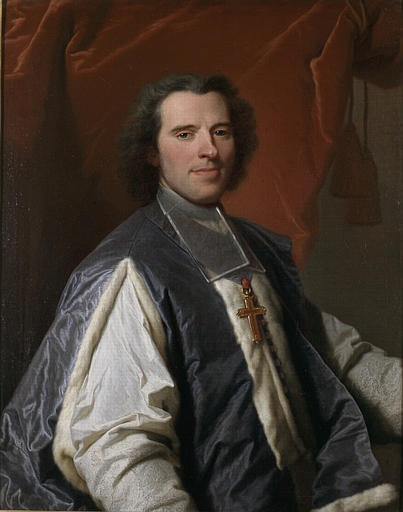
Biskup de Saint-Simon, opat-komendátor opatství v Jumièges v letech 1719-1760 (portrét od H. Rigauda, okolo r. 1733)

Opat-komendátor byl titul duchovního správce v katolické církvi, který in commendam administroval klášter. Mohl, ale nemusel být členem daného řádu. Pokud nebyl takový správce nositel kněžského svěcení, jednalo se o opata-laika. Aktuální Kodex kanonického práva již titul opata-komendátora nezná. V případech, kdy je nutná nestandardní forma administrace, se využívá zejména titul apoštolský administrátor.

## Historie
V době papeže Řehoře Velikého se začalo využívat titulu opat-komendátor. Ten byl udělován biskupům, kteří v době nemožnosti zvolit řádného opata určitého opatství, spravovali klášter jako takový. Pokud v klášteře byla funkční mnišská komunita, vedl ji převor a opat-komendátor se staral o ekonomický chod a připadal mu též příjem z klášterního obročí.
Tato praxe postupem času nerespektovala původní vymezení a začala se využívat pro přátele vládnoucích panovníků. Zejména britští a francouzští panovníci si přisvojili moc do těchto úřadů dosazovat loajální osoby, které s konkrétní mnišskou komunitou neměly nic společného, pouze čerpali finanční prostředky generované klášterem (tato praxe též vedla k mnohoobročnictví).
Například v době před Velkou francouzskou revolucí bylo ve Francii 237 cisterciáckých klášterů, pouze 35 z nich bylo vedeno řádným cisterciáckým opatem.
Postupem času byli takoví správci jmenováni stále méně, neboť objektivně samotným klášterům taková administrace neprospívala. Po II. vatikánském koncilu bylo od této praxe upuštěno. Na místo toho se využívá v nestandardních případech funkce apoštolských administrátorů.